# Paloue
Paloue es un género de plantas fanerógamas de la familia Fabaceae. Es originario de Sudamérica.

## Especies
A continuación se brinda un listado de las especies del género Paloue aceptadas hasta mayo de 2011, ordenadas alfabéticamente. Para cada una se indica el nombre binomial seguido del autor, abreviado según las convenciones y usos.
- Paloue brasiliensis Ducke
- Paloue guianensis Aubl.
- Paloue induta Sandwith
- Paloue riparia Pulle